# پیلگژموویتسه (استان اوپوله)
پیلگژموویتسه (به لهستانی: Pielgrzymowice) یک منطقهٔ مسکونی در لهستان است که در گمینا ویلکوو (استان اوپوله) واقع شده‌است.